# Enes Sali
Enes Sali (n. 23 februarie 2006, Toronto, Ontario, Canada) este un fotbalist român și canadian, care joacă pe post de mijlocaș ofensiv la FC Dallas în Major League Soccer. Pe plan internațional, are prezențe la națională pentru România U16⁠(d), România Sub-17 și România.

## Cariera de club
Născut în Toronto, Ontario, din părinți români de etnie turcă, Sali a jucat fotbal de tineret pentru Woodbridge Strikers până la vârsta de 11 ani. În 2017, el a fost urmărit de Barcelona în timpul unui turneu internațional și s-a mutat la catalani timp de un sezon, înainte de a întâmpina probleme cu FIFA și a trebuit să-l elibereze.
Fostul internațional român, Gheorghe Hagi, l-a convins pe tatăl lui Sali să se mute în România împreună cu fiul său, pentru ca tânărul să se alăture academiei Viitorului Constanța. Sali și-a înregistrat debutul la seniori pentru Farul Constanța pe 9 august 2021, la vârstă de 15 ani, într-o victorie 1-0 în Liga I contra lui Sepsi OSK.
Pe 13 septembrie în acel an, Sali a devenit cel mai tânăr jucător care a marcat în Liga I, la 15 ani, șase luni și 21 de zile, după ce a înscris ultimul gol într-o victorie cu 5-0 împotriva Academicii Clinceni.

## Statistici

### Club
La meciuri jucate pe 13 septembrie 2021.
| Club            | Sezon   | Ligă    | Ligă     | Ligă   | Cupa Națională | Cupa Națională | Europa   | Europa | Altele   | Altele | Total    | Total  |
| Club            | Sezon   | Divizia | Apariții | Goluri | Apariții       | Goluri         | Apariții | Goluri | Apariții | Goluri | Apariții | Goluri |
| --------------- | ------- | ------- | -------- | ------ | -------------- | -------------- | -------- | ------ | -------- | ------ | -------- | ------ |
| Farul Constanța | 2021-22 | Liga I  | 4        | 1      | 0              | 0              | 0        | 0      | 0        | 0      | 4        | 1      |
| Total           | Total   | Total   | 4        | 1      | 0              | 0              | 0        | 0      | 0        | 0      | 4        | 1      |